# Sieuruki
Sieuruki (biał. Сеўрукі; ros. Севруки, Siewruki) – wieś na Białorusi, w obwodzie homelskim, w rejonie homelskim, w sielsowiecie Czonki. Od wschodu graniczy z Homlem.